# Giovanni Clericato
Giovanni Clericato, né le 8 septembre 1633 à Padoue et mort le 29 décembre 1717 dans la même ville, est un savant théologien italien.

## Biographie
Giovanni Clericato est né à Padoue en 1635. Après avoir achevé ses cours de philosophie et de jurisprudence, il rejoint l'état ecclésiastique, et est pourvu d'un bénéfice qui lui permit de se livrer à l'étude. L'évêque, Giorgio Cornaro (en) le prend pour secrétaire. À la mort du prélat, en 1665, le nouvel évêque de Padoue, Grégoire Barbarigo l'oblige de continuer ses fonctions de secrétaire. Elevé  à la dignité de vicaire général, Clericato continue d'administrer le diocèse pendant vingt ans. En 1693 il se démet de son poste et meurt à Padoue, le 21 décembre 1717. Le cardinal Orsini, devenu pape sous le nom de Benoît XIII, alors archevêque de Bénévent, ayant de l' estime pour Clericato lui célébra un service dans sa cathédrale où il lui fit élever un monument.

## Œuvres
Ses principaux ouvrages sont :
- Decisiones sacramentales, 3 vol. in-fol. La meilleure édition est celle de Venise, 1757.
- Discordiæ forenses. L'édition la plus récente que l'on connaisse est celle de Venise, 1787, 5 vol. in-fol.
- Erotemata ecclesiastica.
- Via lactea, sive Institutiones juris canonici. Cet ouvrage a souvent été réimprimé. Le pape Benoît XIV cite plusieurs fois Clericato dans ses œuvres; et les décisions de ce grand théologien sont regardées comme une autorité par les congrégations romaines.